# NGC 6154
NGC 6154 é uma galáxia espiral barrada (SBa) localizada na direcção da constelação de Hercules. Possui uma declinação de +49° 50' 25" e uma ascensão recta de 16 horas, 25 minutos e 30,6 segundos.
A galáxia NGC 6154 foi descoberta em 15 de Maio de 1787 por William Herschel.